# Beszterce-Naszód Megyei Múzeum
A Beszterce-Naszód Megyei Múzeum műemléknek nyilvánított múzeum Romániában, Beszterce-Naszód megyében. A romániai műemlékek jegyzékében az BN-II-m-B-01447 sorszámon szerepel. A múzeumnak helyet adó épület 1898-ban kaszárnyának épült.